# Arthur Fallot
Étienne-Louis Arthur Fallot fue un médico francés. Nació en Sète, Francia, el 29 de septiembre de 1850. 
Estudió su bachillerato en el Liceo de Marsella y se formó como médico en la École de Médecine de esta ciudad, en la que ingresó en 1867.
En 1876 leyó su tesis de doctorado sobre el neumotórax en Montpellier (Essai sur le pneumothorax).
Ese mismo año fue nombrado director de la clínica médica de Marsella. 
En 1883 también fue contratado como profesor de su escuela de medicina. En 1888 era profesor de higiene y medicina legal, cargo que ocupó hasta su muerte el 30 de abril de 1911.
Fallot publicó varios trabajos sobre distintos temas, pero destacan de forma especial los dedicados a la anatomía patológica y a la medicina legal. Publicó preferentemente en revistas locales, como Marseille Médical.
La descripción de la lesión que lleva su nombre (Tetralogía de Fallot) la hizo en el siguiente trabajo: Contribution à l’anatomie pathologique de la maladie bleu (cyanose cardiaque), publicado en la revista Marseille Médical, en 1888 (vol. 25, pp. 77-93, 138-58, 207-23, 270-86, 341-54, 403-20). Sin embargo, parece que no se trata de la primera descripción de esta enfermedad ya que Eduard Sandifort (1742-1814), ya se refiere a ella en Observationes anatomico-pathologicae, (Lugduni Batavorum P.v.d. Eyk & D. Vygh, 1771).